# Misael Pastrana Borrero

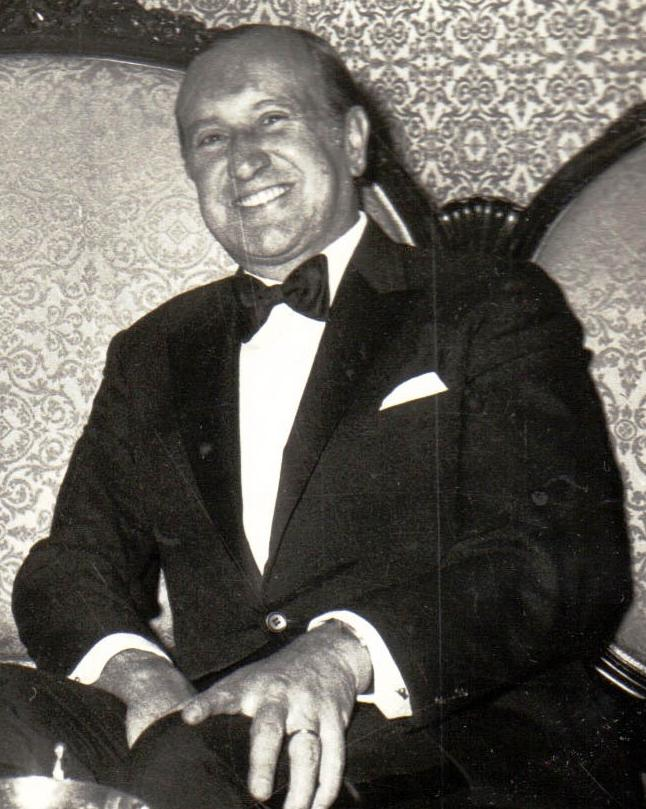
Misael Pastrana Borrero

Misael Eduardo Pastrana Borrero (* 14. November 1923 in Neiva; † 21. August 1997 in Bogotá) war ein kolumbianischer Jurist und von 1970 bis 1974 Staatspräsident des Landes.

## Leben
Als Sohn von Misael Pastrana und Elisa Borrero studierte er an der Pontificia Universidad Javeriana in Bogotá und später am Institut Ferri in Rom Jura. Er wurde Mitglied bei der konservativen Partei Partido Conservador Colombiano und wurde unter dem Präsidenten Mariano Ospina Pérez zum Sekretär an der Botschaft Kolumbiens beim Heiligen Stuhl ernannt. Später war er Privatsekretär von Präsident Pérez. Dessen Nachfolger Laureano Gómez ernannte Pastrana zum Botschafter in Washington, ein Amt, das Pastrana von 1950 bis 1952 wahrnahm. Ab 1953 war er als Generalsekretär des Außenministers tätig, in den Jahren von 1954 bis 1956 als Vertreter seines Landes bei den Vereinten Nationen. Nach seiner Rückkehr nach Kolumbien lehrte er an der Universidad Javeriana, 1963 gehörte er zu den Mitbegründern der Fakultät für Wirtschaftswissenschaften und wurde ihr erster Dekan.
Unter der zweiten liberalen Präsidentschaft von Alberto Lleras Camargo war Pastrana Borrero als Minister für verschiedene Geschäftsbereiche zuständig, zunächst Entwicklungsminister, dann war er für öffentliche Arbeiten und schließlich für Finanzen zuständig. Zu den Präsidentschaftswahlen 1962 trat er nicht als Kandidat an, sondern war in leitender Funktion bei dem Unternehmen Celanese tätig. Von 1968 bis 1970 übernahm er das Amt des Botschafters in den Vereinigten Staaten. Er stellte sich als Kandidat zur Präsidentschaft auf und gewann am 19. April 1970, mit 1.625.025 Stimmen gegen Rojas Pinilla mit 1.561.468. Der geringe Unterschied der Stimmenanzahl zwischen beiden Kandidaten führte dazu, dass die Anhänger von Rojas Pinilla die Wahl anfochten und der Wahlausschuss erst nach einiger Zeit Pastrana zum offiziellen Wahlsieger erklärte. Die Guerillabewegung Movimiento 19 de Abril (Bewegung 19. April) bezieht sich in ihrem Namen auf den Wahltag. Pastrana war der letzte Präsident, der nach einer Absprache aus dem Jahr 1958 mit der Partido Liberal Colombiano wechselweise von beiden Parteien gestellt wurde.
Während der Präsidentschaft Pastranas vergrößerte sich der Anteil des Staates am Eigentum der Ölproduktion des Landes und die Bekämpfung Aufständischer wurde intensiviert (u. a. Operation Anorí), dauerhaft befrieden konnte Pastrana das Land jedoch nicht. Auch die Verkehrsinfrastruktur wurde durch Reparatur, den Bau und Ausbau von Straßen, Eisenbahnstrecken und Flughäfen verbessert. In der Finanzverwaltung wurde die Elektronische Datenverarbeitung eingeführt. Die Anzahl der Beschäftigten stieg stark an, das Wahlalter wurde auf 18 Jahre herabgesetzt. Auch nach seiner Präsidentschaft war er weiterhin in führender Position für die konservative Partei tätig und kritisierte Ernesto Samper, dessen Wahl im Jahr 1994 Pastrana mit Wahlspenden der Drogenkartelle für Samper in Verbindung brachte.
Pastrana Borrero heiratete María Cristina Arango Vega am 24. Februar 1952 in Bogotá, mit der er vier Kinder (Juan Carlos, Andrés, Jaime und María Cristina) hatte. Sein Sohn Andrés Pastrana Arango wurde nach der Wahlniederlage gegen Samper im Jahr 1994 bei der nachfolgenden Wahl 1998 auch zum Präsidenten gewählt, was Misael Pastrana wegen seines Todes im Vorjahr nicht mehr miterleben durfte.